# Hypena sulalis
Hypena sulalis là một loài bướm đêm trong họ Erebidae.